# Ralf Schelenz
Ralf Schelenz (* 1963) ist ein deutscher Maschinenbauingenieur und Professor an der RWTH Aachen.

## Werdegang
Schelenz studierte von 1984 bis 1989 Maschinenbau an der Rheinisch Westfälischen Hochschule Aachen RWTH Aachen und wählte die Vertiefungsrichtung Konstruktionstechnik. Anschließend war er fünf Jahre am Institut für Maschinenelemente und Maschinengestaltung als wissenschaftlicher Mitarbeiter tätig und promovierte 1994 bei Heinz Peeken.
Seit 1995 beschäftigt sich Schelenz mit seiner Arbeitsgruppe in Forschungs- und Industrieprojekten mit dem komplexen dynamischen Verhalten von elektro-mechanischen Antriebssystemen mit besonderem Augenmerk auf Schienenfahrzeuge und Windenergieanlagen. Er führte als einer der ersten die Mehrkörper-Simulation zur Untersuchung der Antriebsstrangdynamik ein.
Seit 2013 ist Schelenz Geschäftsführer des RWTH Aachen I³ Center for Wind Power Drives (CWD). Er hält Vorlesungen zur Windenergie und Maschinenakustik mit der speziellen Ausrichtung auf den elektro-mechanischen Triebstrang.
Ralf Schelenz ist Mitglied des Programmausschusses der im zweijährigen Turnus stattfindenden Tagung „Conference for Wind Power Drives“.

## Veröffentlichungen
- J. Berroth, T. Kroll, R. Schelenz, G. Jacobs: Investigation on pitch system loads by means of an integral multi body simulation approach; The Science of Making Torque from Wind” (TORQUE 2016), München
- D. Matzke, S. Rick, S. Hollas, R. Schelenz, G. Jacobs, K. Hameyer: Coupling of electromagnetic and structural dynamics for a wind turbine generator; The Science of Making Torque from Wind” (TORQUE 2016), München
- Kari; Sigle; Schelenz; Berroth; Kunzemann: Gearbox and Drivetrain Safeguarding: a flexible low speed coupling for significant reliability enhancement; Drivetrain Component Reliability and optimization Forum, 15–16 March 2016, Etc. Venues London Bridge, London
- F. Barenhorst, S. Serowy, C. Andrei, R. Schelenz, G. Jacobs, K. Hameyer: New Drive Train Concept with Multiple High Speed Generators; The Science of Making Torque from Wind” (TORQUE 2016), München
- Michael Pagitsch, Ralf Schelenz, Christian Liewen, Sebastian Reisch, Dennis Bosse, Georg Jacobs, Matthias Deicke: Feasibility of large-scale calorimetric efficiency measurement for wind turbine generator drivetrains; The Science of Making Torque from Wind” (TORQUE2016), München
- Kunzemann; Schelenz; Jacobs: Application of CPS within wind energy – Current implementation and future potential; CPS-Sammelband Springer (Hrsg. Jeschke, Brecher, Song, Rawat), 2016
- Bexten; Roscher, Weintraub; Bachmann; Schelenz; Jacobs; Jeschke: Modellbasierte Analyse der Auslegung und des Betriebs kommunaler Energieversorgungssysteme; 14. Symposium Energieinnovation, Graz 2016
- Kari; Sigle; Schelenz; Berroth; Kunzemann: The Effect of a Flexible Low-Speed Coupling on the Wind Drivetrain`s Dynamics; 5th International Conference DRIVETRAIN Concepts for Wind Turbines, 2015. Bremen, Germany
- Andrei; Serowy; Riemer; Hameyer; Barenhorst; Schelenz: Alternative Wind Turbine Drive Train with Power Split and High-speed Generators; European Wind Energy Association EWEA 2015, Paris
- Noll, M.; Godfrey, J.; Schelenz, R.; Jacobs, G.: Analysis of time-domain signals of piezoelectric strain sensors on slow spinning planetary gearboxes, in Mechanical Systems and Signal Processing, 2015
- Noll, M.; Radner, D.; Witter, D.; Schelenz, R.: Modelling and Measurements of dynamic ring gear strains at 1st stage of main gear boxes in wind turbines; 28th International Congress of Condition Monitoring and Diagnostic Engineering COMADEM, Buenos Aires 2015
- Kamper, T.; Flock, S.; Schelenz, R.: Advanced load application on deformable ring gears in planetary gearboxes In: Multibody System Dynamics, 17 Jun 2015; doi:10.1007/s11044-015-9466-7